# Ole Flygaard
Ole Flygaard (født 25. april 1929 i Ringkøbing, død 25. november 2002) var en dansk økonom og politiker. Han var medlem af Folketinget for Danmarks Retsforbund 1973-1975 og 1979-1981.
Flygaard var søn af stationsforstander Marius Thøger Pedersen Flygaard og Anna Elisabeth Flygaard og blev født 25. april 1929 i Ringkøbing. Han tog realeksamen fra Ringkøbing Kommunale Skole i 1945 og blev matematisk student fra Vestjysk Gymnasium i 1948. Herefter studerede han økonomi ved Københavns Universitet 1948-1955 og blev cand.polit. i 1955.
Flygaard var overassistent i A/S Nordisk Brandforsikring 1956-57 og sekretær i Statens Ligningsdirektorat i 1957 og sekretær ved Amtsligningsinspektoratet for Frederiksborg Amt i Hillerød i 1959. Han var timelærer ved Hillerød Handelsskole og Handelsgymnasium 1962-63 og blev i 1963 adjunkt, inspektør og studieleder på skolen. Han var direktør for Nakskov Handelsskole og Handelsgymnasium 1965-69 og blev i 1969 lektor ved Ålborg Handelsgymnasium. Han underviste på flere bankskoler fra 1963 og underviste i nationaløkonomi samt erhvervs- og samfundsbeskrivelse på Handelshøjskolens Ålborg-afdeling fra 1969. Flygaard var endvidere tilknyttet Forvaltningshøjskolens afdeling i Ålborg fra 1970 samt Den Sociale Højskole i Ålborg 1971-73.
Flygaard var landsformand for Handelsskolernes Lærerforening 1977-79. Han skrev mange artikler og anmeldelser af økonomisk litteratur. Han var redaktør af Retsforbundets blad "Vejen Frem" 1960-65 og medlem af partiets forbundsråd 1967-78 med afbrydelser.
Ved jordskredsvalget 4. december 1973 blev Flygaard valgt til Folketinget for Danmarks Retsforbund i Nordjyllands Amtskreds og var medlem til valget 8. januar 1975 hvor Retsforbundet ikke kom over Folketingets spærregrænse. Han blev ikke valgt ved folketingsvalget i 1977, men blev stedfortræder og indtrådte i Tinget 15. marts 1979 da Svend Hjortlund Christensen nedlagde sit mandat. Han havde forinden i 1978 og 1979 ved to lejligheder været midlertidigt folketingsmedlem som stedfortræder for Hjortlund Christensen. Flygaard blev genvalgt ved valget i 1979.